# Fórmula de escolha
Dá-se o nome de fórmula de escolha à etapa inicial de jogos ou brincadeiras de crianças. Ao começar um jogo ou uma brincadeira qualquer, as crianças usualmente têm necessidade de sortear um dos companheiros para dirigí-los, para liderá-los ou distribuir posições. Com o objetivo de evitar desentendimentos, descontentamentos e, às vezes, até brigas, existem fórmulas pacíficas e democráticas de selecionar aqueles que irão liderar, comandar e participar do brinquedo ou jogo. Estes meios são chamados de fórmula de escolha ou fórmula de sorteio. Existem várias maneiras de se fazer essas escolhas, mas as mais conhecidas são em forma de versos dialogados ou sortes —muitas vezes cantados—, utilizados para decidir quem participará ou liderará os jogos, tais como pique-esconde, a amarelinha, o jote e outros.
Luís da Câmara Cascudo, em seu artigo "Jogos e Brinquedos do Brasil", destaca a importância da manifestação folclórica: "Uma moeda ou pedrinha oculta na mão fechada e pergunta: — Sapatinho de judeu? Mão de baixo (ou de cima) quero eu! Mão de cima (a que não foi citada) não dou eu! Coincidindo, a pedra indica quem deve iniciar o brinquedo". Cascudo refere-se ao popular "Sapatinho de Judeu", existente desde a antiquidade: os romanos o denominavam "Par et Impar"; na América Latina é conhecido como "Pares y Nones". Existem milhares dessas fórmulas de escolha em todo o mundo, além de uma alentada bibliografia a respeito do assunto.